# Green Mountains
De Green Mountains zijn een bergketen in de Amerikaanse staat Vermont. De bergketen maakt deel uit van de Appalachen, en strekt zich uit over een gebied van ongeveer 400 kilometer.

## Bergen
De bekendste bergen in de bergketen zijn:
- Mount Mansfield, (1.339 meter, het hoogste punt in Vermont)
- Killington Peak, (1.292 meter)
- Mount Ellen
- Camel's Hump
- Mount Cleveland
- Mount Roosevelt
- Mount Wilson,
- Glastenbury Mountain (1.142 meter)
- Jay Peak (1.176 meter) Heeft de meeste sneeuwval in het oosten van de Verenigde Staten.[1][2]

## Geografie
De Green Mountains zijn een fysiografisch gebied van de grotere New England province, welke weer deel uitmaakt van de Appalachen.
De Green Mountains telt vijf bergpieken van meer dan 1.000 meter hoog. Drie hiervan (Mount Mansfield, Camel's Hump, en Mount Abraham) bevatten alpinevegetatie. Tevens bevinden zich op Mount Mansfield en Mount Abraham skiresorts. Alle grote bergpieken maken deel uit van de Long Trail, een hikingtocht die van noord naar zuid Vermont loopt.
De Green Mountains bevatten naast alpinevegetatie ook een dichte taiga.

## Naam
De Green Mountains hebben invloed gehad op de naam en bijnamen van Vermont.
De Republiek Vermont stond ook wel bekend als de Green Mountain Republiek. Vandaag de dag staat de staat Vermont ook wel bekend als "The Green Mountain State". Ook de officiële naam van Vermont is afgeleid van de Green Mountains. De naam is een verbastering van het Franse Verts Monts, wat de letterlijke vertaling is van Green Mountains. Deze naam werd in 1777 bedacht door Dr. Thomas Young.